# Head Carrier
Albums de Pixies
Indie Cindy
(2014) Beneath the Eyrie
(2019)
Singles
1. Um Chagga Lagga
Sortie : 6 juillet 2016
2. Talent
Sortie : 17 août 2016
3. Tenement Song
Sortie : 5 septembre 2016
4. Classic Masher
Sortie : 2 novembre 2016

Head Carrier est le sixième album studio de la formation musicale américaine Pixies, sorti le 30 septembre 2016. Cet album est le deuxième depuis le départ de la bassiste historique du groupe kim Deal. Fidèle au surréalisme cher au leader Black Francis il aborde le thème de la céphalophorie, notamment saint Denis,,.

## Sortie
L'album a été officiellement annoncé le 6 juillet 2016, la sortie de son premier single Um Chagga Lagga. Il a été suivi par un deuxième single, Talent, le 17 août 2016. L'album entier a été diffusé sur NPR à partir du 22 septembre, 2016.

## Morceaux
| Standard edition | Standard edition      | Standard edition | Standard edition | Standard edition | Standard edition | Standard edition | Standard edition | Standard edition | Standard edition |
| No               | Titre                 | Durée            |                  |                  |                  |                  |                  |                  |                  |
| ---------------- | --------------------- | ---------------- | ---------------- | ---------------- | ---------------- | ---------------- | ---------------- | ---------------- | ---------------- |
| 1.               | Head Carrier          | 3:36             |                  |                  |                  |                  |                  |                  |                  |
| 2.               | Classic Masher        | 2:37             |                  |                  |                  |                  |                  |                  |                  |
| 3.               | Baal's Back           | 1:54             |                  |                  |                  |                  |                  |                  |                  |
| 4.               | Might as Well Be Gone | 2:48             |                  |                  |                  |                  |                  |                  |                  |
| 5.               | Oona                  | 3:38             |                  |                  |                  |                  |                  |                  |                  |
| 6.               | Talent                | 2:12             |                  |                  |                  |                  |                  |                  |                  |
| 7.               | Tenement Song         | 2:57             |                  |                  |                  |                  |                  |                  |                  |
| 8.               | Bel Esprit            | 3:12             |                  |                  |                  |                  |                  |                  |                  |
| 9.               | All I Think About Now | 3:07             |                  |                  |                  |                  |                  |                  |                  |
| 10.              | Um Chagga Lagga       | 3:00             |                  |                  |                  |                  |                  |                  |                  |
| 11.              | Plaster of Paris      | 2:06             |                  |                  |                  |                  |                  |                  |                  |
| 12.              | All the Saints        | 2:41             |                  |                  |                  |                  |                  |                  |                  |
| 33:48            |                       |                  |                  |                  |                  |                  |                  |                  |                  |

## Crédits
- Black Francis : Chant, Guitare
- Joey Santiago : Guitare principale
- David Lovering : Batterie
- Paz Lenchantin : Chant, Basse

- Produit par Tom Dalgety
- Enregistré au RAK Studios de Londres
- Toutes les chansons sont écrites par Black Francis excepté « All I Think About Now », co-écrite par Black Francis et Paz Lenchantin

- Direction artistique et design de l'album : Vaughan Oliver / v23
- Photographies: Simon Larbalestier